# Volleybal op de Paralympische Zomerspelen 2024 (vrouwen)
Het volleybaltoernooi voor vrouwen tijdens de Paralympische Zomerspelen 2024 in Parijs vond plaats in de Arena Paris Nord waar tevens het mannentoernooi werd georganiseerd. 
Het toernooi bestond uit een groepsfase en een eindronde. De acht deelnemende teams waren verdeeld in twee groepen van vier. Binnen elke groep werd een halve competitie gespeeld waarna de beste twee teams van elke groep doorgingen naar de halve finales. Vanaf daar werd via een knockoutsysteem gespeeld, met een troostfinale om de derde plaats te bepalen.
De Verenigde Staten veroverden het goud door in de finale China met 3-1 te verslaan.

## Gekwalificeerden
| Toernooi                                          | Datum                      | Locatie  | Plaatsen | Gekwalificeerd   |
| ------------------------------------------------- | -------------------------- | -------- | -------- | ---------------- |
| Gastland                                          | –                          | –        | 1        | Frankrijk        |
| Wereldkampioenschap ParaVolleybal 2022            | 4–11 november 2022         | Sarajevo | 1        | Brazilië         |
| ParaVolley kampioenschappen Azië-Oceanië 2023     | 3–8 juli 2023              | Astana   | 1        | China            |
| Europese Kampioenschappen ParaVolley mannen 2023  | 9–15 oktober 2023          | Caorle   | 1        | Italië           |
| Parapan-Amerikaanse Spelen 2023                   | 9–13 mei 2023              | Edmonton | 1        | Verenigde Staten |
| Afrikaanse Kampioenschappen ParaVolley 2024       | 29 januari–3 februari 2024 | Lagos    | 1        | Rwanda           |
| Wereldcuptoernooi zitvolleybal 2023               | 11–18 november 2023        | Cairo    | 1        | Canada           |
| Paralympisch kwalificatietoernooi ParaVolley 2024 | 3–10 april 2024            | Dali     | 1        | Slovenië         |
| Totaal                                            |                            |          | 8        |                  |

### Selecties
| Frankrijk        | Brazilië | China  | Italië   |
|                  |          |        |          |
| Verenigde Staten | Rwanda   | Canada | Slovenië |

## Groepsfase
| Legenda kleuren in de tabellen |
| ------------------------------ |
| Door naar de halve finales     |
| Spelen om de 5de plaats        |
| Spelen om de 7de plaats        |

### Groep A
Stand
| # | Ploeg            | Punten | Wedstrijden | Wedstrijden | Wedstrijden | Spelpunten | Spelpunten | Spelpunten | Sets | Sets | Sets  |
| # | Ploeg            | Punten | G           | W           | V           | W          | V          | Ratio      | W    | V    | Ratio |
| - | ---------------- | ------ | ----------- | ----------- | ----------- | ---------- | ---------- | ---------- | ---- | ---- | ----- |
| 1 | Verenigde Staten |        |             |             |             |            |            |            |      |      |       |
| 2 | China            |        |             |             |             |            |            |            |      |      |       |
| 3 | Frankrijk        |        |             |             |             |            |            |            |      |      |       |
| 4 | Italië           |        |             |             |             |            |            |            |      |      |       |

Wedstrijden
Alle tijden zijn lokale tijd (UTC+1).
| Datum      | Tijd  |                  | Score |                  | Set 1   | Set 2   | Set 3   | Set 4   | Set 5 |
| ---------- | ----- | ---------------- | ----- | ---------------- | ------- | ------- | ------- | ------- | ----- |
| 30-08-2024 | 12:00 | Feriene Steaten  | 1 - 3 | China            | 25 - 21 | 20 - 25 | 18 - 25 | 24 - 26 |       |
| 30-08-2024 | 20:00 | Frankrijk        | 0 - 3 | Italië           | 9 - 25  | 6 - 25  | 6 - 25  |         |       |
| 01-09-2024 | 14:00 | Italië           |       | China            |         |         |         |         |       |
| 01-09-2024 | 20:00 | Frankrijk        |       | Verenigde Staten |         |         |         |         |       |
| 03-09-2021 | 14:00 | Verenigde Staten |       | Italië           |         |         |         |         |       |
| 03-09-2021 | 20:00 | China            |       | Frankrijk        |         |         | '       |         |       |

### Groep B
Stand
| # | Ploeg    | Punten | Wedstrijden | Wedstrijden | Wedstrijden | Spelpunten | Spelpunten | Spelpunten | Sets | Sets | Sets  |
| # | Ploeg    | Punten | G           | W           | V           | W          | V          | Ratio      | W    | V    | Ratio |
| - | -------- | ------ | ----------- | ----------- | ----------- | ---------- | ---------- | ---------- | ---- | ---- | ----- |
| 1 | Brazilië |        |             |             |             |            |            |            |      |      |       |
| 2 | Rwanda   |        |             |             |             |            |            |            |      |      |       |
| 3 | Canada   |        |             |             |             |            |            |            |      |      |       |
| 4 | Slovenië |        |             |             |             |            |            |            |      |      |       |

Wedstrijden
Alle tijden zijn lokale tijd (UTC+1).
| Datum      | Tijd  |          | Score |          | Set 1   | Set 2   | Set 3   | Set 4 | Set 5 |
| ---------- | ----- | -------- | ----- | -------- | ------- | ------- | ------- | ----- | ----- |
| 29-08-2024 | 12:00 | Brazilië | 3 - 0 | Rwanda   | 25 - 13 | 25 - 10 | 25 - 7  |       |       |
| 29-08-2024 | 18:00 | Canada   | 3 - 0 | Slovenië | 25 - 11 | 25 - 21 | 25 - 12 |       |       |
| 31-08-2024 | 12:00 | Slovenië |       | Rwanda   |         |         |         |       |       |
| 31-08-2024 | 20:00 | Canada   |       | Brazilië |         |         |         |       |       |
| 02-09-2024 | 14:00 | Brazilië |       | Slovenië |         |         |         |       |       |
| 02-09-2024 | 18:00 | Rwanda   |       | Canada   |         |         |         |       |       |

## Knock-outfase
Alle tijden zijn lokale tijd (UTC+1).

### 7de plaats
| Datum      | Tijd  |  | Score |  | Set 1 | Set 2 | Set 3 | Set 4 | Set 5 |
| ---------- | ----- |  | ----- |  | ----- | ----- | ----- | ----- | ----- |
| 04-09-2024 | 14:00 |  |       |  |       |       |       |       |       |

### 5de plaats
| Datum      | Tijd  |  | Score |  | Set 1 | Set 2 | Set 3 | Set 4 | Set 5 |
| ---------- | ----- |  | ----- |  | ----- | ----- | ----- | ----- | ----- |
| 04-09-2024 | 18:00 |  |       |  |       |       |       |       |       |

### Finales
|  | Halve finale | Halve finale | Halve finale | Halve finale | Halve finale | Halve finale | Halve finale |  |  | Finale       | Finale | Finale | Finale | Finale | Finale | Finale |
|  |              |              |              |              |              |              |              |  |  |              |        |        |        |        |        |        |
|  |              |              |              |              |              |              |              |  |  |              |        |        |        |        |        |        |
|  |              |              |              |              |              |              |              |  |  |              |        |        |        |        |        |        |
|  |              |              |              |              |              |              |              |  |  |              |        |        |        |        |        |        |
|  |              |              |              |              |              |              |              |  |  |              |        |        |        |        |        |        |
|  |              |              |              |              |              |              |              |  |  |              |        |        |        |        |        |        |
|  |              |              |              |              |              |              |              |  |  |              |        |        |        |        |        |        |
|  |              |              |              |              |              |              |              |  |  |              |        |        |        |        |        |        |
|  |              |              |              |              |              |              |              |  |  | Derde plaats |        |        |        |        |        |        |
|  |              |              |              |              |              |              |              |  |  |              |        |        |        |        |        |        |
|  |              |              |              |              |              |              |              |  |  |              |        |        |        |        |        |        |

#### Halve finales
| Datum      | Tijd  |  | Score |  | Set 1 | Set 2 | Set 3 | Set 4 | Set 5 |
| ---------- | ----- |  | ----- |  | ----- | ----- | ----- | ----- | ----- |
| 05-09-2024 | 18:00 |  |       |  |       |       |       |       |       |
| 05-09-2024 | 20:00 |  |       |  |       |       |       |       |       |

#### Bronzen finale
| Datum      | Tijd  |  | Score |  | Set 1 | Set 2 | Set 3 | Set 4 | Set 5 |
| ---------- | ----- |  | ----- |  | ----- | ----- | ----- | ----- | ----- |
| 07-09-2021 | 15:00 |  |       |  |       |       |       |       |       |

#### Finale
| Datum      | Tijd  |  | Score |  | Set 1 | Set 2 | Set 3 | Set 4 | Set 5 |
| ---------- | ----- |  | ----- |  | ----- | ----- | ----- | ----- | ----- |
| 07-09-2021 | 19:30 |  |       |  |       |       |       |       |       |

## Klassement
| rang   | land |
| ------ | ---- |
| Goud   |      |
| Zilver |      |
| Brons  |      |
| 4      |      |
| 5      |      |
| 6      |      |
| 7      |      |
| 8      |      |

### Medaillewinnaars
| Goud | Zilver | Brons |
| ---- | ------ | ----- |
|      |        |       |